# Ferro de Wolfsegg

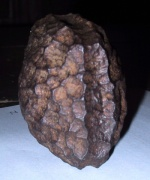
Ferro de Wolfsegg.

El Ferro de Wolfsegg (o Cub de Salzburg) és un petit tros de ferro trobat dins d'un bloc de carbó al poble de Wolfsegg (Àustria). Aquest objecte és interessant perquè el seu origen és desconegut. De vegades s'ha adduït com a prova que allí van existir, en èpoques prehistòriques, civilitzacions que van sobrepassar al gènere humà modern en el desenvolupament tecnològic.
Un informe que va aparèixer a la revista Nature (volum 35, 11, novembre de 1886, pag 36) descriu l'objecte com «gairebé un cub», «amb una incisió profunda». El ferro mesura 67 mm d'alt, 67 mm ample, i 47 mm en la part més gruixuda. Pesa 785 g, i el seu pes específic és 7,75. És possible que l'objecte sigui un meteorit de ferro, considerant la seva composició i la superfície característicament picada. És poc probable que un meteorit obtingués aquesta forma peculiar.
El Ferro de Wolfsegg va ser examinat el 1966 al Museu d'Història Natural de Viena. L'opinió final del Doctor Kurat del Museu i el comitè del Geologisches Bundesanstalt a Viena és que l'objecte és simplement ferro artificial. Podria ser que aquests objectes de ferro fossin usats com llast en maquinària primitiva d'explotació minera. No obstant això, no apareix cap prova que aquests blocs de ferro fossin fabricats per a la mineria.

## Oopart
El Ferro Wolfsegg és considerat per alguns com un out-of-place artifact (OOPArt), i que sovint s'expressa com un fet en la literatura paranormal que va desaparèixer sense deixar rastre en 1910, del Museu de Salzburg. De fet, com s'esmenta anteriorment, és al Museu Heimathaus de Vöcklabruck, Àustria, que és on es va prendre la fotografia de dalt. Altres autors també ho descriuen erròniament com "un cub d'acer perfectament mecanitzat".